# Barbacenia rubra
Barbacenia rubra är en enhjärtbladig växtart som beskrevs av Lyman Bradford Smith. Barbacenia rubra ingår i släktet Barbacenia och familjen Velloziaceae. Inga underarter finns listade.